# Gigaspermum repens
Gigaspermum repens är en bladmossart som beskrevs av Lindberg 1865. Gigaspermum repens ingår i släktet Gigaspermum och familjen Gigaspermaceae. Inga underarter finns listade i Catalogue of Life.